# Puente Clam

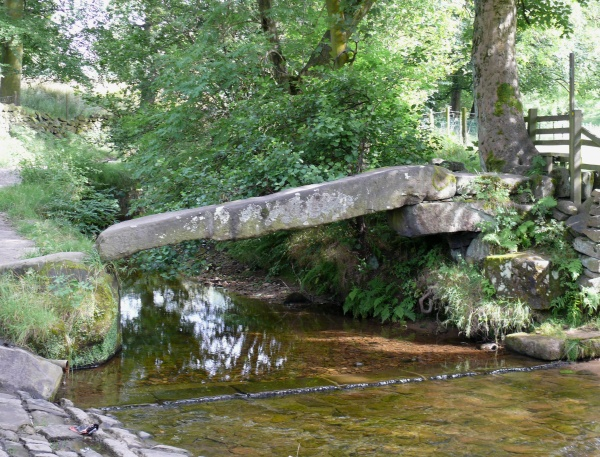
El puente Clam en Wycoller.

El puente Clam (Clam Bridge en inglés) es un puente de piedra monolítico de Wycoller (Lancashire, Inglaterra). Es de época neolítica, tiene unos 10 000 años de antigüedad, y es considerado el puente más antiguo del mundo. La misma localidad cuenta con otros altares y monolitos prehistóricos.
El puente es muy simple, ya que consta de una única laja de piedra plana de unos pocos metros de longitud. Varias veces las riadas lo han movido de su ubicación y ha habido que reponerlo en su lugar. Debido a su fragilidad, en cualquier momento una avenida fuerte podría partirlo. 
- Datos: Q48784647